# Bicibús

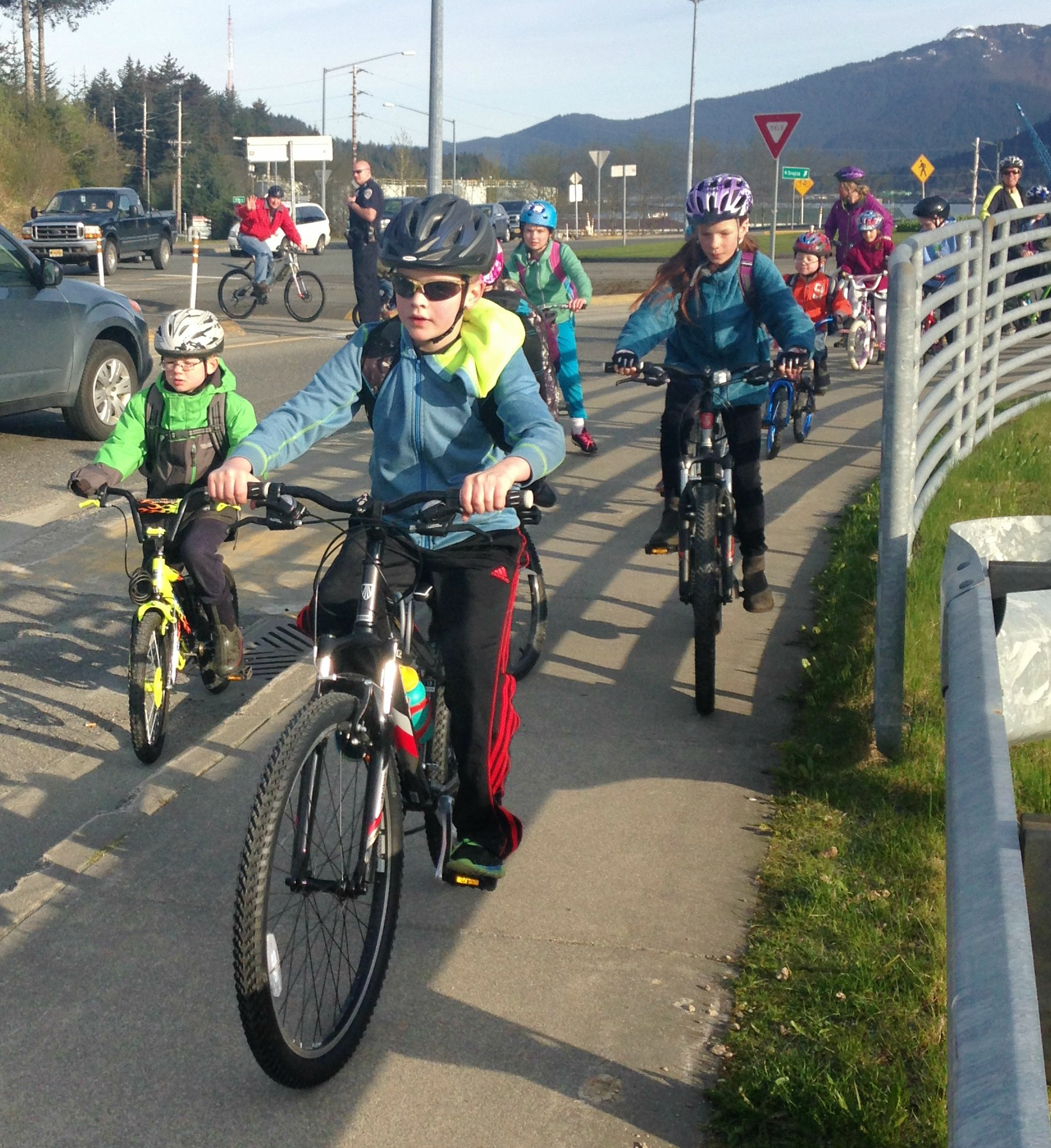
Bicibús escolar en Alaska.

Un bicibús es un grupo de personas que recorren juntas una ruta en bicicleta siguiendo un horario establecido como forma de desplazamiento hasta sus lugares de destino. Los ciclistas pueden unirse o dejar el bicibús en diferentes puntos a lo largo de la ruta.
Los bicibuses pueden tener fines sociales o medioambientales, tratando de animar a más personas a utilizar la bicicleta como medio de transporte, haciendo la experiencia más interesante, sociable y segura.
Con frecuencia se organizan bicibuses escolares en los que uno o varios adultos supervisan una ruta en la que se van recogiendo a los niños/as en distintos puntos hasta que llegan al centro educativo.
Los bicibuses tienen numerosas ventajas como mejora de la salud, reducción de la contaminación, mayor socialización y participación comunitaria, reducción de tráfico y ruido o mejora de la seguridad vial.